# Mięczaki
Mięczaki (Mollusca, łac. molluscus ‘miękki’) – typ zwierząt, drugi najliczniejszy po stawonogach (Arthropoda), obejmujący około 130 tysięcy żyjących gatunków. Odznaczają się olbrzymią różnorodnością morfologiczną i zróżnicowaniem rozmiarów. Żyją zarówno na lądzie, jak i w wodzie. Badaniem mięczaków zajmuje się malakologia.
Typ ten sklasyfikowany jest w 11 gromad, w tym 3 wymarłe:
- bruzdobrzuchy (Solenogastres)[1]
- chitony (Polyplacophora)[1]
- głowonogi (Cephalopoda)[1]
- Helcionelloida†
- hiolity (Hyolitha†)
- jednotarczowce (Monoplacophora)[1]
- łódkonogi (Scaphopoda)[1]
- małże (Bivalvia)[1]
- rostrokonchy (Rostroconchia†)
- ślimaki (Gastropoda)[1]
- tarczonogie (Caudofoveata)[1]

Prawdopodobnie pojawiły się w prekambrze, ale współczesne bogactwo form osiągnęły pod koniec ordowiku. Być może pochodzą od organizmów podobnych do wstężnic.

## Charakterystyka
W budowie mięczaków można wyróżnić głowę (poza małżami), nogę i worek trzewiowy, okryty płaszczem.
Mięczaki należą do pierwoustych. Wykazują (poza głowonogami) bruzdkowanie spiralne. Należą do zwierząt dwubocznie symetrycznych, ale wszystkie ślimaki utraciły symetrię w wyniku torsji, czyli obrotu worka trzewiowego w stosunku do nogi i głowy o 180°.
Wiele mięczaków posiada szkielet zewnętrzny. Większość z nich wytwarza muszlę zbudowaną z substancji organicznej: konchioliny i związków wapnia. Muszla pełni rolę ochronną, zwierzę może się w niej schować w razie złych warunków środowiskowych czy niebezpieczeństwa. Poza tym muszla jest miejscem przyczepu mięśni, w tym również mięśni służących do poruszania się. U głowonogów jest skryta pod płaszczem.
Cechy:
- głowa wyodrębniona – cefalizacja (poza małżami)
- układ krwionośny otwarty (w przypadku głowonogów praktycznie zamknięty)
- ciało grzbietowo okryte charakterystycznym płatem skórno-mięśniowym (płaszczem)
- noga płaska u ślimaków, klinowata u małży i podzielona u głowonogów
- obecność tarki, służącej do rozdrabniania pokarmu
- jelito o przebiegu prostym lub tworzącym pętle w worku trzewiowym
- mięśnie skośnie prążkowane
- rozmnażanie płciowe (rozdzielnopłciowość, rzadziej obojnactwo)
- larwa typu trochofory lub weliger (u niektórych małży również glochidium)

## Znaczenie
- Wyrządzają szkody w rolnictwie i warzywnictwie (na przykład pomrowy).
- Są żywicielami wielu pasożytów człowieka i zwierząt.
- Ich muszle wykorzystywane są do wyrobu przedmiotów użytkowych i ozdobnych.
- Niektóre gatunki są jadalne (omułki, ostrygi).
- Mięczaki wykopywane jako skamieniałości przewodnie służą do określenia względnego wieku Ziemi.
- Komórek nerwowych mięczaków używa się do badań laboratoryjnych, gdyż są podobne do komórek ludzkich.
- Z ciała ostryg i kałamarnic można otrzymać pewne substancje działające antybakteryjnie i antywirusowo.
- Jako składnik past do zębów używa się sproszkowanych muszli mątw. Poza tym proszek taki używany jest do polerowania.
- Głowonogi są używane do produkcji purpury.